# Timolau
Timolau (em latim: Timolaus) foi suposto nobre palmireno do século III, filho do rei de reis Odenato (r. 252–267) e da augusta Zenóbia (r. 267–272). Pouco se sabe sobre ele, e toda informação acerca dele é fruto de especulação. Tamanha é a dúvida de sua existência que alguns estudiosos tentam associá-lo a Vabalato (r. 267–272), outro dos filhos de Odenato e Zenóbia. Alguns autores pensam que é um indivíduo fabricado pela História Augusta, única fonte a citá-lo, e alguns especulam tratar-se, de fato, de uma figura histórica. Ele aparece apenas em 267, no tempo do assassinato de seu pai, e pouco depois.

## Família

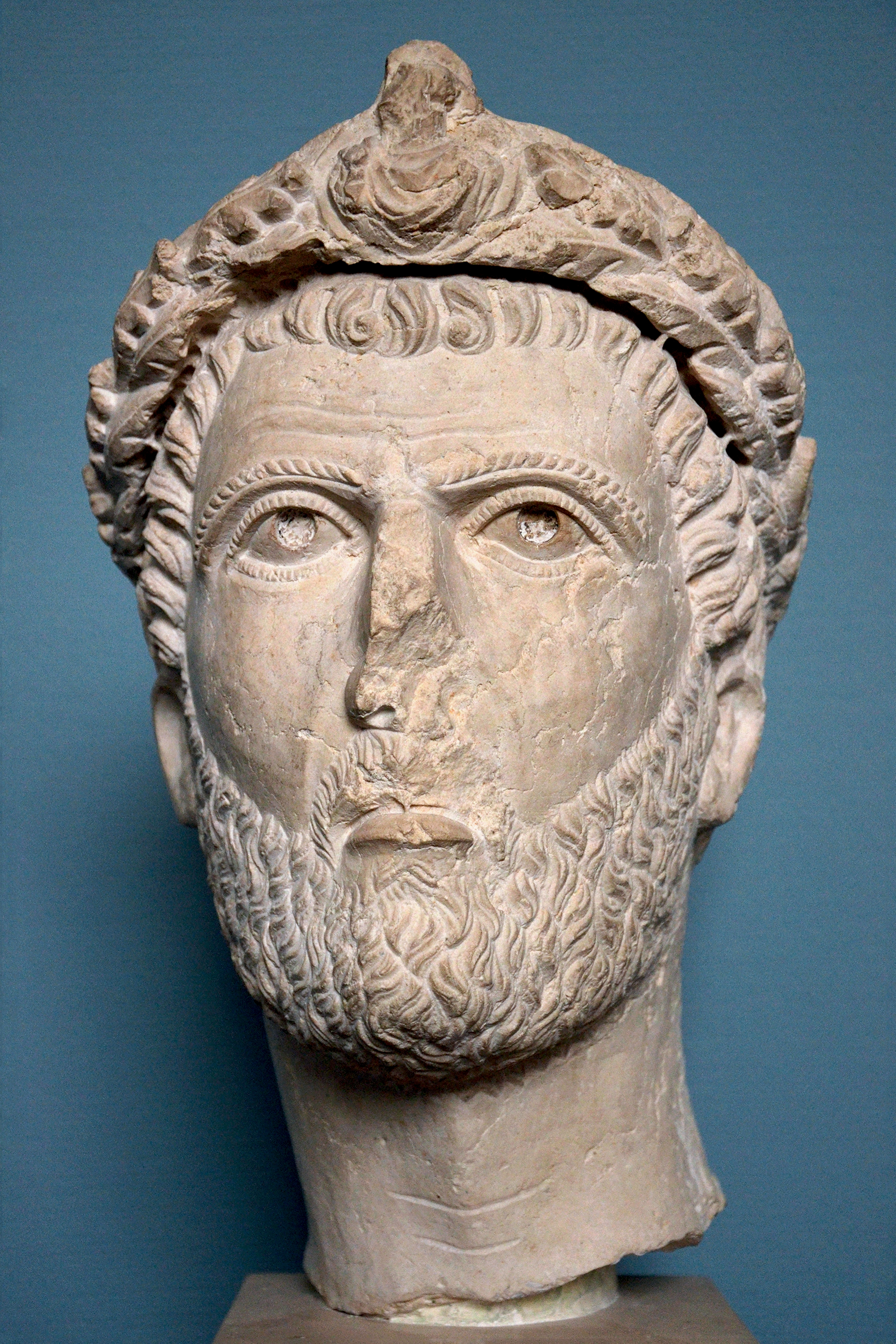
Possível busto de Odenato em calcário. Gliptoteca Ny Carlsberg, Copenhague

Era filho de Odenato e sua segunda esposa Zenóbia, neto de Heranes, bisneto de Vabalato e tataraneto de Nasor. Era meio-irmão Heranes I, fruto da relação de Odenato com esposa anterior, e irmão de duas moças, cujos nomes não são conhecidos, mas sabe-se que estas se casaram, respectivamente, com o imperador Aureliano (r. 270–275) e um senador romano, sendo ainda irmão de Vabalato, Heranes II e Sétimo Antíoco. A História Augusta (HA) cita-o junto de outro suposto irmão, Herodiano, cuja existência é questionada. Alguns pensam que Herodiano era variante do nome de Heranes II.

## Vida
Existem fortes dúvidas quanto a existência de Timolau. Alguns autores sugerem que pode ser uma figura fabricada, um indivíduo de fato (cujo nome, aqui registrado na forma latinizada, tem a variante palmirena Taimallat) ou uma corrupção do nome de Vabalato. Nada se sabe sobre sua vida, tendo sido citado apenas em 267, no contexto do assassinato de Odenato e Heranes I. As versões dos eventos são muitas, mas numa delas, apresentada pela HA (que igualmente cita outras duas versões), o assassino era Meônio, primo ou sobrinho de Odenato, e ele realizou o crime a mando de Zenóbia. Segundo a fonte, Zenóbia ressentia que Heranes II (Hereniano) e Timolau estivessem numa posição inferior àquela de seu afilhado e por isso ordena que Meônio mate-os.
A HA diz que Zenóbia assumiu o trono em nome deles, vestiu-os na púrpura como imperadores e levou-os em reuniões públicas que assistiu à semelhança de Dido, Semíramis e Cleópatra. A própria HA indica que a forma como morreram é incerta e apresenta duas versões: na primeira, foram mortos por Aureliano à época da conquista do Império de Palmira (272); na segunda, morrem de causas naturais, pois ainda havia no tempo que a obra foi escrita (século IV) descendentes nobres de Zenóbia em Roma. A HA afirma ainda que tal era a ânsia de Timolau pelos estudos romanos que, num curto espaço de tempo, supostamente cumpriu a declaração do seu professor de letras, que dissera que ele era na verdade capaz de fazer dele o maior dos retóricos latinos.